# Hank Williams III
Pour les articles homonymes, voir Hank Williams (homonymie) et Williams.
 (décembre 2009).
Si vous disposez d'ouvrages ou d'articles de référence ou si vous connaissez des sites web de qualité traitant du thème abordé ici, merci de compléter l'article en donnant les références utiles à sa vérifiabilité et en les liant à la section « Notes et références ».
Shelton Hank Williams (né le 12 décembre 1972, à Nashville, Tennessee) est un guitariste / chanteur de musique country américain. On le désigne parfois sous le nom de Hank III ou même III. Le chiffre trois est souvent représenté par une version modifiée du logo créé par Raymond Pettibon, pour le groupe Black Flag.
Il est le petit-fils de la légende de la musique country Hank Williams et fils de la star actuelle de la country Hank Williams Jr.. Son style varie du cowpunk, à la country traditionnelle, en passant par le punk rock. De plus, il fait partie des groupes Superjoint Ritual et Arson Anthem avec Phil Anselmo, et du groupe de punk rock Assjack.

## Biographie
Petit-fils de Hank Williams, Sr. et fils de Hank Williams, Jr., il passa beaucoup de ses jeunes années à jouer de la batterie dans des groupes de punk rock. En 1996, des pensions alimentaires ont forcé Hank III à signer un contrat avec le géant Curb Records de Nashville, Tennessee. L'album Three Hanks: Men With Broken Hearts était mis sur le marché peu après, ce qui relia, d'une certaine façon, les voix de trois générations d'hommes de la famille Williams. Alors que cela peut sembler un début sympathique, c'était assez éloigné des véritables attaches musicales de Hank III. Bien qu'étant né à Nashville, Tennessee, Hank III n'a jamais eu de préférence pour la country « grand public ».
Bien qu'il porte le nom de Williams, il ne fut jamais élevé par son père biologique Hank Williams Jr., car Hank III résulte d'une aventure que Hank Jr. a eu avec sa mère. Du fait, Hank na jamais vécu dans le luxe, sa mère ne pouvant subvenir à ses besoins que grâce aux pensions que Hank Williams Jr. leur versait tous les mois.
Alors que son nom (tout comme sa ressemblance vocale et physique frappante avec son grand-père) lui garantissait une audience notable dans la country, il ne fit preuve d'aucune patience face au son trop convenu de Nashville, ni aux moindres contraintes que ses producteurs voulaient lui imposer. Ses opinions sur le sujet sont bien résumées dans les chansons Trashville et Dick in Dixie.
Son premier album solo, intitulé Risin' Outlaw, fut publié en septembre 1999. Lovesick, Broke and Driftin fut publié en 2002. Il a eu énormément de problèmes avec sa maison de disques. Celle-ci aurait refusé de publier son album This Ain't Country le bien nommé, et de laisser Hank le publier chez une autre maison de disques. Celui-ci riposta par la vente de tee-shirts portant l'inscription « Fuck Curb ».
Les concerts de Hank III se faisant de plus en plus populaires, avec un set country, et un set punk avec son groupe Assjack. Mélangeant les genres, Hank met un point d'honneur à ne jamais choisir de grande aréna, ou salle de concert, privilégiant le contact avec la foule, il est d'ailleurs bien connu que Hank se mêle à la foule et partage une bière avec ses fans et discute du concert ou de musique.
Fin 2004, il était prévu de sortir Thrown Out of the Bar mais Crub décida de ne pas le faire. Hank III et le directeur de la maison de disques Mike Curb passèrent l'année suivante devant les tribunaux : le juge finit par trancher en faveur de Hank III au printemps 2005, exigeant de Curb qu'ils publient l'album. Peu après, Hank III et Curb arrivèrent à la fin du contrat les unissant, et Hank III abandonna sa campagne Fuck Curb. Thrown Out of the Bar fut retravaillé pour donner Straight to Hell .
À cette époque, Hank III rejoint Phil Anselmo et le groupe Superjoint Ritual pour jouer de la basse.
Des conflits avec Wal-Mart retardèrent la publication de son troisième album studio, intitulé Straight To Hell, qui fut publié le 28 février 2006 sous la forme d'un album double en deux formats : une version censurée (pour Wal-Mart), et une version originale, premier album country d'une grande maison de disques à porter l'avertissement « parental advisory ». A part Ween avec leur 12 Golden Country Greats.
Hank rejoint ensuite Phil Anselmo et son groupe Arson Anthem, pour jouer de la batterie.
En octobre 2008, sort Damn Right, Rebel Proud dans la même veine que son prédécesseur Straight to Hell, tout aussi polémique avec la première chanson de l'album The Grand 'Ole Opre ain't so grand anymore parlant de la non-intronisation de son illustre grand-père Hank Williams au Grand 'Ol Opre (le panthéon de la country).
Début 2009, Hank fait la première partie de la tournée américaine du groupe de son ami Phil Anselmo Down.
Pour la toute première fois Hank III se produira[Quand ?] en Europe et notamment en France, en Allemagne et au Royaume-Uni.
Il était présent le vendredi 15 juin 2012 au festival métal Hellfest  en France.

## Divers
- Hank Williams III est connu pour être un partisan de la légalisation de la marijuana, il a déclaré qu'il commença à fumer de la marijuana à partir du lycée et qu'il est toujours un fumeur régulier[2].
- Hank et Shooter Jennings ont déjà eu quelques différends. Ainsi Hank aurait appelé Shooter pour lui demander de ne plus copier ses chansons à la suite du morceau Put the O back in country de Shooter alors que Hank avait auparavant écrit une chanson s'intitulant Dick in Dixie.
- Hank apparaît sur l'album homonyme du groupe Rebel Meets Rebel, composé des membres de Pantera, dont Dimebag Darrell, et de David Allan Coe, sur la chanson Get Outta My Life.
- Hank reprend quasiment à chaque concert la chanson Cocaine blues de Johnny Cash.

## Discographie
Hank III & the Damn Band
- Brothers of the 4X4 2013
- Long Gone Daddy 2012
- Rebel Within 2010
- Damn Right, Rebel Proud 2008
- Straight to Hell 2006
- Lovesick Broke & Driftin 2002
- Risin' Outlaw 1999

Assjack
- Bootleg # 3 2002
- Bootleg # 2 2001
- Life Of Sin 2000
- Bootleg # 1 2000

Superjoint Ritual
- Four doses of american hatred 2004
- Live At CBGB 2004
- A Lethal Dose Of American Hatred 2003
- Use Once And Destroy 2002
- Live In Dallas, TX 2002